# Helocordulia
Helocordulia is een geslacht van libellen (Odonata) uit de familie van de glanslibellen (Corduliidae).

## Soorten
Helocordulia omvat 2 soorten:
- Helocordulia selysii (Hagen in Selys, 1878)
- Helocordulia uhleri (Selys, 1871)